# Parlamento de Finlandia
El Parlamento de Finlandia (en finés: Suomen eduskunta; en sueco: Finlands riksdag) es el órgano unicameral que ostenta el poder legislativo de Finlandia, fundado el 9 de mayo de 1906. De acuerdo con la Constitución de Finlandia, la soberanía pertenece al pueblo, y ese poder es investido en éste órgano.
La legislación puede ser iniciada por el Gobierno o uno de los miembros del Parlamento. El Parlamento aprueba la legislación, decide sobre el presupuesto estatal, aprueba tratados internacionales y supervisa las actividades del gobierno. Puede provocar la renuncia del gobierno, anular los vetos presidenciales y enmendar la Constitución. Para hacer cambios a la Constitución, las enmiendas deben ser aprobadas por dos parlamentos sucesivos, con un ciclo de elecciones en el medio, o aprobadas como una ley de emergencia con una mayoría de 166/200. La mayoría de los diputados trabajan en grupos parlamentarios que se corresponden con los partidos políticos. Desde el establecimiento del Parlamento en 1905, la mayoría parlamentaria se ha conseguido una vez por un solo partido: los socialdemócratas en las elecciones de 1916. Por lo tanto, para que el gobierno obtenga la mayoría en el Parlamento, los gobiernos de coalición son favorecidos. Los ministros son a menudo pero no necesariamente parlamentarios. El Parlamento se reúne en la Casa del Parlamento, Eduskuntatalo, que se encuentra en el centro de Helsinki.

## Elección
El Parlamento está compuesto por 200 miembros, 199 de los cuales son elegidos cada cuatro años en 13 distritos plurinominales que se eligen utilizando el método d'Hondt. Además hay un miembro de Åland, elegido de manera diferente al resto del país.

## Historia
El Parlamento de Finlandia fue precedido por la Dieta de Finlandia (en sueco: lantdagen; en finés: maapäivät; en finés actual, valtiopäivät), que sucedió al Riksdag de los Estados en 1809. Cuando el Parlamento unicameral de Finlandia fue establecido por la Ley del Parlamento de 1906, Finlandia se convirtió en un gran ducado autónomo y un principado bajo el zar de Rusia, que gobernó con el título de gran duque de Finlandia, en lugar de un monarca absoluto, Finlandia se convirtió en una monarquía constitucional y fue el segundo país del mundo en implementar el sufragio universal. Las mujeres podían votar y postularse para cargos como iguales, y esto se aplicaba también a las personas sin tierra, sin minorías excluidas. La primera elección para el Parlamento se organizó en 1907. El primer Parlamento tenía 19 mujeres representantes, un número sin precedentes en ese momento, que aumentó a 21 en 1913.
Los primeros años del nuevo Parlamento fueron difíciles. Entre 1908 y 1916, el poder del Parlamento finlandés fue casi completamente neutralizado por el zar Nicolás II y el llamado "senado del sable" de Finlandia, un gobierno burocrático formado por oficiales del ejército imperial ruso durante el segundo período de "rusificación". El Parlamento se disolvió y se celebraron nuevas elecciones casi todos los años.
El Parlamento finlandés recibió verdadero poder político por primera vez después de la Revolución de Febrero (Primera Revolución) de 1917 en Rusia. Finlandia declaró su independencia el 6 de diciembre de 1917, y en el invierno y la primavera de 1918 sufrió una guerra civil en la que las fuerzas del Senado, conocidas como la Guardia Blanca, derrotaron a la Guardia Roja socialista.
Después de la guerra, monárquicos y republicanos lucharon por la forma de gobierno del país. Los monárquicos parecían obtener una victoria cuando el Parlamento eligió a un príncipe alemán como Rey de Finlandia en el otoño de 1918. Esta decisión se tomó sobre la base de que otros países escandinavos también tenían monarcas. Sin embargo, el rey electo renunció al trono después de que la Alemania imperial fuera derrotada en la Primera Guerra Mundial el 11 de noviembre de 1918. En las elecciones parlamentarias de 1919. Los partidos republicanos ganaron tres cuartas partes de los escaños, extinguiendo las ambiciones de los monárquicos. Finlandia se convirtió en una república con un sistema parlamentario, pero para apaciguar a los partidos monárquicos, que favorecían a un fuerte jefe de Estado, se le concedieron amplios poderes al presidente de Finlandia.
Cuando la Unión Soviética atacó Finlandia en la Guerra de Invierno, a principios de diciembre de 1939, el Parlamento fue evacuado y la legislatura se trasladó temporalmente a Kauhajoki, ciudad en el oeste de Finlandia lejos de la línea del frente. El parlamento celebró 34 sesiones plenarias en Kauhajoki, la última el 12 de febrero de 1940.
La Constitución de 1919, que instituyó un sistema parlamentario, no sufrió ningún cambio importante durante 70 años. Aunque el gobierno era responsable ante el Parlamento, el presidente ejercía una autoridad considerable, que fue utilizada en toda su extensión por el veterano presidente Urho Kekkonen. Como la Constitución implementó protecciones muy fuertes para las minorías políticas, la mayoría de los cambios en la legislación y las finanzas estatales podrían ser bloqueados por una minoría calificada de un tercio. Esto, junto con la incapacidad de algunos de los partidos para entrar en gobiernos de coalición, llevó a gabinetes débiles y de corta duración.
Durante el mandato del presidente Mauno Koivisto en la década de 1980, los gabinetes que permanecieron durante toda la legislatura se convirtieron en la norma. Al mismo tiempo, se eliminó gradualmente la capacidad de las minorías calificadas para bloquear la legislación y los poderes del Parlamento aumentaron considerablemente en la reforma constitucional de 1991.
El borrador revisado de 2000 de la constitución finlandesa eliminó casi todos los poderes internos del Presidente, lo que fortaleció la posición del gabinete y del Parlamento. También incluía los métodos para el debate de la legislación de la UE en preparación en el Parlamento.

### Disoluciones del Parlamento
El Parlamento de Finlandia se ha disuelto nueve veces durante su existencia. La última fue el 4 de junio de 1975.
| Fecha                   | Líder de la disolución      | Razón                                                          |
| ----------------------- | --------------------------- | -------------------------------------------------------------- |
| 6 de abril de 1908      | Zar Nicolás II              | Pérdida de una moción de confianza                             |
| 22 de febrero de 1909   | Zar Nicolás II              | Disputa sobre el presidente del parlamento                     |
| 18 de noviembre de 1909 | Zar Nicolás II              | Disputa sobre la contribución de Finlandia al ejército Ruso    |
| 8 de octubre de 1910    | Zar Nicolás II              | Disputa sobre la ocupación del país de aviones militares rusos |
| 1913                    | Zar Nicolás II              |                                                                |
| 2 de agosto de 1917     | Gobierno Provisional Ruso   | Acto de poder                                                  |
| 23 de diciembre de 1918 | Carl Gustaf Emil Mannerheim | Parlamento sin mayoría                                         |
| 18 de enero de 1924     | Kaarlo Juho Ståhlberg       | Parlamento sin mayoría                                         |

## Composición del parlamento
En las últimas elecciones generales, celebradas en abril de 2023, obtuvieron escaños los siguientes partidos políticos:
| Listas | Listas                                     | Escaños | +/- (2019) | Votos válidos | %    | +/- % (2019) |
| ------ | ------------------------------------------ | ------- | ---------- | ------------- | ---- | ------------ |
|        | Coalición Nacional (KOK)                   | 48      | +10        | 643.877       | 20,8 | +3,8         |
|        | Partido de los Finlandeses (PS)            | 46      | +7         | 620.102       | 20,0 | +2,6         |
|        | Partido Socialdemócrata de Finlandia (SDP) | 43      | +3         | 616.218       | 19,9 | +2,2         |
|        | Partido del Centro (KESK)                  | 23      | -8         | 349.362       | 11,3 | -2,4         |
|        | Liga Verde (VIHR)                          | 13      | -7         | 217.426       | 7,0  | -4,5         |
|        | Alianza de la Izquierda (VAS)              | 11      | -5         | 218.290       | 7,1  | -1,1         |
|        | Partido Popular Sueco (SFP)                | 9       | =          | 133.318       | 4,3  | -0,2         |
|        | Demócrata Cristianos (KD)                  | 5       | =          | 131.368       | 4,2  | +0,3         |
|        | Movimiento Ahora (LN)                      | 1       | =          | 74.962        | 2,4  | +0,1         |
|        | Coalición Åland (AS)                       | 1       | =          | 11.455        | 0,3  | -0,1         |
|        | Otros partidos e independientes            | 0       | 0          | 76.040        | 2,4  | -0,5         |
| Total  | Total                                      | 200     | -          | 3.108.537     | 100  |              |

### Histórico de resultados y distribución de escaños
| 50   | 3    | 48  | 48   | 1 | 13  | 8   | 29  |
| SKDL | TPSL | SDP | KESK | Å | SFP | SKP | KOK |

| 47   | 2    | 38  | 53   | 1 | 13  | 13  | 32  |
| SKDL | TPSL | SDP | KESK | Å | SFP | SKP | KOK |

| 41   | 7    | 55  | 49   | 1 | 11  | 9   | 26  |
| SKDL | TPSL | SDP | KESK | Å | SFP | SKP | KOK |

| 36   | 52  | 36   | 1 | 11  | 1  | 8   | 37  | 18  |
| SKDL | SDP | KESK | Å | SFP | KD | SKP | KOK | FLP |

| 37   | 55  | 35   | 1 | 9   | 4  | 7   | 34  | 18  |
| SKDL | SDP | KESK | Å | SFP | KD | SKP | KOK | FLP |

| 40   | 54  | 39   | 1 | 9   | 9  | 9   | 35  | 3   |
| SKDL | SDP | KESK | Å | SFP | KD | SKP | KOK | FLP |

| 35   | 52  | 36   | 1 | 9   | 9  | 4   | 47  | 7   |
| SKDL | SDP | KESK | Å | SFP | KD | SKP | KOK | FLP |

| 26   | 2    | 57  | 38   | 1 | 10  | 3  | 44  | 17  |
| SKDL | Vihr | SDP | KESK | Å | SFP | KD | KOK | FLP |

| 16   | 4    | 56  | 40   | 1 | 12  | 5  | 53  | 9   |
| SKDL | Vihr | SDP | KESK | Å | SFP | KD | KOK | FLP |

| 19  | 10   | 48  | 55   | 1 | 11  | 8  | 40  | 7   |
| VAS | Vihr | SDP | KESK | Å | SFP | KD | KOK | FLP |

| 22  | 9    | 63  | 44   | 1 | 11  | 7  | 39  |
| VAS | Vihr | SDP | KESK | Å | SFP | KD | KOK |

| 20  | 11   | 51  | 48   | 1 | 11  | 10 | '46 | 1  |
| VAS | Vihr | SDP | KESK | Å | SFP | KD | KOK | PS |

| 19  | 14   | 53  | 55   | 1 | 8   | 7  | '40 | 3  |
| VAS | Vihr | SDP | KESK | Å | SFP | KD | KOK | PS |

| 17  | 15   | 45  | 51   | 1 | 9   | 7  | '50 | 5  |
| VAS | Vihr | SDP | KESK | Å | SFP | KD | KOK | PS |

| 14  | 10   | 42  | 35   | 1 | 9   | 6  | '44 | 39 |
| VAS | Vihr | SDP | KESK | Å | SFP | KD | KOK | PS |

| 12  | 15   | 34  | 49   | 1 | 9   | 5  | '37 | 38 |
| VAS | Vihr | SDP | KESK | Å | SFP | KD | KOK | PS |

| 16  | 20   | 40  | 31   | 1 | 9   | 5  | '38 | 39 |
| VAS | Vihr | SDP | KESK | Å | SFP | KD | KOK | PS |

| 11  | 13   | 43  | 23   | 1 | 9   | 5  | '48 | 46 |
| VAS | Vihr | SDP | KESK | Å | SFP | KD | KOK | PS |